# سال تقویمی
۲۳ اسفند ۱۴۰۳ خورشیدی
۱۳ مارس ۲۰۲۵ میلادی
به‌طور کلی، یک سال تقویمی یا سال گاهشماری (به انگلیسی: Calendar year) برپایه تقویم (مربوط به آن منطقه) از روز اول سال آغاز شده و پایان آن تا پیش از روز نخست سال نو است و بدین سان شمار روزهای پدیدآورنده یک سال را در بر می‌گیرد. همچنین با نگرش به هر روزشماری یک سال گاهشماری می‌تواند از روزهای دیگر سال آغاز شود و پایان آن در سال نو پیش از همان روز باشد. برای وفق داده شدن سال تقویمی با چرخه نجومی (دارای تعداد کسری از روز) بعضی از سال‌ها دارای تعداد روز اضافی هستند.
به عبارتی دیگر سال تقویمی (عرفی) مدتی است بین دو تاریخ روز که نام واحدی در تقویم دارند؛ مثلاً از ۵ آذر تا ۵ آذر بعد.

## تقویم خورشیدی
در تقویمهای خورشیدی مشهور سال تقویمی ۳۶۵ روز (۸٫۷۶۰ ساعت) و در صورت کبیسه بودن ۳۶۶ روز (۸٫۷۸۴ ساعت) می‌باشد.
در گاه‌شماری هجری خورشیدی که به عنوان تقویم رسمی ایران و افغانستان مورد استفاده قرار می‌گیرد، سال تقویمی عادی ۳۶۵ روزه از ۱ فروردین شروع شده و پایان آن برابر ۲۹ اسفند است. و در صورت کبیسه بوده ۳۶۶ روزه و پایان آن ۳۰ اسفند می‌باشد. از یک سال عادی و در صورت کبیسه بودن سال، ۳۶۶ روز از یک سال کبیسه را در بر می‌گیرد.
در گاه‌شماری میلادی که در بیشتر مناطق دنیا مورد استفاده قرار می‌گیرد، سال تقویمی عادی از ۱ ژانویه شروع شده و پایان آن برابر ۳۱ دسامبر است. و در صورت کبیسه بودن سال با احتساب ۲۹ فوریه (روز کبیسه میلادی)، ۳۶۶ روز می‌باشد.
میانگین سال اعتدالی در ستاره‌شناسی در حال حاضر ۳۶۵/۲۴۲۱۹ روز است.

### ربع‌ها (فصل‌ها)
سال شمسی تقویمی می‌تواند به چهار ربع سه ماه (فصل) تقسیم‌بندی شود. به عبارت زیر:
- Q1 یا ربع ۱: ۱ فروردین - ۳۱ خرداد (بهار)
- Q2 یا ربع ۲: ۱ تیر - ۳۱ شهریور (تابستان)
- Q3 یا ربع ۳: ۱ مهر - ۳۰ آذر (پاییز)
- Q4 یا ربع ۴: ۱ دی - ۲۹ یا ۳۰ اسفند (زمستان)

## تقویم قمری
سال قمری تقویمی یا عرفی مساوی است با ۱۲ ماه هلالی و مدت آن برابر با ۳۵۴ یا ۳۵۵ شبانه روز (سال کبیسه) است. سال قمری متوسط ۳۵۴٫۳۶۷ روز است.